# Ceryx laterimacula
Ceryx laterimacula là một loài bướm đêm thuộc phân họ Arctiinae, họ Erebidae.